# STS-135
STS-135 byla poslední mise raketoplánu v programu Space Shuttle a poslední let raketoplánu Atlantis. Pro prodloužení programu Space Shuttle bylo 304 zákonodárců USA, proti 118. Při této misi letěli pouze čtyři astronauti (méně bylo jen při prvních šesti misích raketoplánu). V případě nouze u stanice ISS by je zachránila kosmická loď Sojuz. NASA vybrala astronauty, jimž prostředí Sojuzu fyziologicky vyhovovalo. Hlavním úkolem mise bylo na stanici ISS dopravit víceúčelový logistický modul MPLM Raffaello a vyložit z něj zásoby a vybavení pro dlouhodobý provoz stanice.

## Posádka
- Christopher Ferguson (3) – velitel
- Douglas Hurley (2) – pilot
- Sandra Magnusová (3) – letový specialista
- Rex Walheim (3) – letový specialista

V závorkách je uvedený dosavadní počet letů do vesmíru včetně této mise.

## Předstartovní příprava
Raketoplán Atlantis byl převezen z budovy OPF (Orbiter Processing Facility) do montážní budovy VAB (Vehicle Assembly Building) 17. května 2011. Po připojení externí nádrže ET (External Tank) a startovacích motorů SRB (Solid Rocket Booster) byla celá sestava STS-135 převezena na startovací komplex LC-39A ve středu 1. června 2011. Dne 15. června 2011 proběhlo na rampě zkušební tankování externí nádrže ET. Kontejner s nákladem byl na rampu dopraven 17. června 2011. Zkušební odpočítávání TCDT (Terminal Countdown Demonstration Test) za účasti letové posádky proběhlo 23. června 2011. Na zasedání FRR (Flight Readiness Review) dne 28. června 2011 bylo oficiálně potvrzeno plánované datum startu na 8. července 2011 v 17:26 SELČ.

## Průběh letu

### 1. letový den – Start
Raketoplán Atlantis STS-135 odstartoval do kosmu 8. července 2011 v 15:29:04 UTC (17:29:04 SELČ). Po navedení na oběžnou dráhu došlo k otevření dveří nákladového prostoru, vyklopení parabolické antény pro pásmo Ku, aktivaci manipulátoru SRMS a byla provedena základní kontrola nákladového prostoru.

### 2. letový den – Kontrola tepelné ochrany raketoplánu
Proběhla standardní kontrola tepelné ochrany raketoplánu pomocí senzorů OBSS (Orbiter Boom Sensor System), několik motorických manévrů pro přibližování k ISS a další přípravy na spojení (instalace sbližovací kamery, vysunutí stykovacího mechanizmu).

### 3. letový den – Připojení ke stanici ISS
Po snímkovací otočce RPM (Rendezvous Pitch Maneuver) se raketoplán připojil k ISS dne 10. července 2011 v 17:07 SELČ. Po necelých dvou hodinách následovalo přivítání posádek a zahájení společných operací na stanici.

### 4. letový den – Připojení MPLM k modulu Harmony
Zásobovací MPLM modul Raffaello byl pomocí staničního manipulátoru SSRMS vyzdvižen z nákladového prostoru raketoplánu a připojen k ISS (k modulu Harmony). Mise byla oficiálně prodloužena o jeden den.

### 5. letový den – Výstup do kosmu
V úterý 12. července 2011 došlo na výstup do kosmu, který vykonali Garan a Fossum z Expedice 28 na ISS. Během výstupu bylo úspěšně dokončeno přemístění vadného čerpadla amoniaku PM (Pump Module) z plošiny ESP-2 do nákladového prostoru raketoplánu a opačným směrem přenesení zařízení RRM (Robotic Refueling Mission) k manipulátoru SPDM Dextre. Dále byla provedena instalace materiálového experimentu ORMATE/MISSE-8 na plošině ELC-2 (na nosníku S3), úprava zemnícího vodiče u soklu PDGF na modulu Zarja a nasazení izolační pokrývky na stykovací uzel tunelu PMA-3 (na konci modulu Tranquility). Výstup trval celkem 6 hodin a 31 minut.

### 6. letový den – Přenášení nákladu
Vykládání zásob a vybavení z MPLM Raffaello do stanice ISS. Tisková konference s médii v USA.

### 7. letový den – Přenášení nákladu
Vykládání zásob a vybavení z MPLM Raffaello do stanice ISS. Tisková konference. Pár hodin osobního volna posádky.

### 8. letový den – Přenášení nákladu
V raketoplánu Atlantis vypadl jeden z pěti řídicích počítačů (GPC-4) a musel být posádkou restartován. Pokračovalo vykládání MPLM Raffaello. Proběhly tiskové konference a posádce zatelefonoval i prezident Obama.

### 9. letový den – Přenášení nákladu
Ukládání nákladu z ISS do MPLM Raffaelo k dopravě na Zemi.

### 10. letový den – Přenášení nákladu
Dokončení ukládání nákladu do MPLM Raffaello. Celkem bylo z MPLM do ISS přeneseno více než 4200 kg zásob a vybavení. Opačným směrem do MPLM bylo naloženo téměř 2600 kg nákladu.

### 11. letový den – Uložení MPLM a rozloučení posádek
Přemístění MPLM Raffello zpět do nákladového prostoru raketoplánu. Rozloučení posádek a uzavření průlezů mezi raketoplánem a stanici.

### 12. letový den – Odlet raketoplánu od stanice ISS
K odpojení raketoplánu od ISS došlo v úterý 19. července 2011 v 8:28 SELČ. Inspekční oblet byl tentokrát trochu neobvyklý, protože ISS byla pomocí motorků v ruském segmentu otočena o 90°, aby raketoplán mohl zdokumentovat i ty části stanice, které při standardní orientaci ISS během dřívějších obletů nebyly vidět (z boku). Ještě téhož dne byla provedena závěrečná kontrola povrchu raketoplánu pomocí senzorů OBSS.

### 13. letový den – Přípravy na přistání
Ve středu 20. července 2011 v 9:49 SELČ byla z nákladového prostoru raketoplánu vypuštěna pikodružice PSSC 2 (o hmotnosti 3,7 kg) pro ověřování tříosé stabilizace, motorických změn dráhy, adaptivní komunikace, aktivních solárních článků, GPS určování vlastní polohy a sledování hustoty ionosféry, to všechno na platformě 3U CubeSatu (družice o rozměrech cca 10 x 10 x 30 cm). Byla to celkově 180. družice vypuštěná z nákladového prostoru raketoplánu během 30 let kariéry Space Shuttle. Během dne proběhly testy systémů raketoplánu, potřebné pro návrat na Zemi, úklid kabiny a zaklopení parabolické antény pro pásmo Ku.

### 14. letový den – Přistání na KSC
Raketoplán Atlantis STS-135 naposledy přistál na letišti SLF (Shuttle Landing Facility) na Kennedyho vesmírném středisku ve čtvrtek 21. července 2011 v 11:57 SELČ. Program Space Shuttle tím definitivně skončil.